# یاور همدانی
احمد نیک‌طلب مشهور به یاور همدانی (زادهٔ ۲ اردیبهشت ۱۳۱۳ – درگذشتهٔ ۱۳ اسفند ۱۳۹۸) شاعر، ترانه‌سرا،نویسنده، خوشنویس، گوینده رادیو و پژوهشگر اهل ایران بود. او در طول عمر خود از اعضای هیئت مدیره انجمن‌های مختلف ادبی از جمله انجمن ادبی ایران و دبیر انجمن ادبی حافظ بود.همچنین بعضی از اشعار او در رادیو خوانده شده‌است. او از معدود شاعران اهل همدان بود که به گویش همدانی شعر نیز سروده‌است. اشعار احمد نیک‌طلب را به سبک‌های هندی و عراقی می‌دانستند.قالب بیشتر سروده‌های او غزل و ترانه و قصیده است که اغلب با مضامین عاطفی و اجتماعی به طبع رسیده‌است.نام دیوان اشعار او سایه سار الوند است. او کارشناس رشتهٔ روابط عمومی و روزنامه‌نگاری از دانشکدهٔ علوم و ارتباطات اجتماعی دانشگاه تهران بود. نخستین مقاله او در مجله ارمغان به چاپ رسید.

## زندگی

### کودکی و نوجوانی
احمد نیک‌طلب فرزند علی متخلص به «یاور همدانی» ۲ اردیبهشت سال ۱۳۱۳ خورشیدی در همدان زاده شد. او تحصیلات ابتدایی و متوسطه را در همدان گذراند. او آموزش عالی را در مقطع کارشناسی رشتهٔ روابط عمومی و روزنامه‌نگاری، در دانشکدهٔ علوم و ارتباطات اجتماعی تهران به پایان برد. نخستین مقاله او در مجله ارمغان به چاپ رسید. او مدتی در دبیرستان‌های همدان و تهران تدریس کرده‌است. سپس، کارمند بانک ملی ایران شد. کمتر از دو سال در آن جا به سر برد و بعد به سازمان رادیو رفت. پس از آن، از کارمندان شهرداری تهران شد.
او سیزده ساله بود که به سرودن اشعار پرداخت و در انجمن‌های ادبی همدان و تهران از جمله انجمن ادبی ایران حضور فعال داشته و مدت چهار سال نیز دبیر انجمن ادبی حافظ بوده‌است. همچنین، او عضو هیئت رئیسه انجمن ادبی ایران و هند بوده‌است.

### فعالیت‌ها
یاور همدانی همچنین از اعضای انجمن ادبی ایران به حساب می‌آمد. رهی معیری، اسماعیل نواب صفا، مفتون همدانی، محمدعلی ناصح، عباس فرات، مهرداد اوستا، گلشن کردستانی، حسین لاهوتی، سپیده کاشانی و دیگر افراد سرشناس از آشنایان و همکاران او بودند. در سنین جوانی، شعر او مورد تشویق محمدحسین بهجت تبریزی (شهریار) قرار گرفت.
او با این که شاعر کلاسیک سرایی به‌شمار می‌آمد اما در مجامع ادبی نیز حضور می‌جست. در این مجامع او با امین‌الله رضایی آشنا شد که خود از نقاشان برجسته زمانه خود بود. در طی این آشنایی، نیک‌طلب با خواهر او به نام فرخنده ازدواج کرد و حاصل آن چهار فرزند شد با نام‌های بابک، رامک، پوپک و سیامک. اشعار احمد نیک‌طلب را به سبک‌های هندی و عراقی می‌دانستند.

#### خوشنویسی
احمد نیک‌طلب خوشنویس نیز بود. مشفق کاشانی از او به عنوان خوش‌خط‌ترین شاعر ایران یاد می‌کرد. به خاطر نزدیکی دفتر موسیقی وزارت ارشاد با انجمن خوشنویسان ایران (مرکز) در خیابان خارک (کنار تالار وحدت) او با استادان بزرگ خط در ارتباط بود. او به ویژه با علی راهجیری که از استادان قدیمی خط به حساب می‌آمد دوستی صمیمی داشت. به همین موضوع، او شعری از یاور را با خط نستعلیق در کتاب آموزش خوشنویسی خویش می‌نوشت. همچنین قصیده «ما سوا را تا فراسو یا علی» با خط نستعلیق توسط استادی دیگر درون همان انجمن نوشته شد.

#### رادیو
احمد نیک‌طلب از دهه ۳۰ همکاری خود را با سازمان رادیو در کنار شخصیت‌هایی همچون رهی معیری آغاز کرد. که ترانه‌های بسیاری از او از آن زمان بر روی موسیقی خوانده شده‌است. جریان گویندگی او در رادیو، از زمانی آغاز شد که روزی، در حالی که گویندهٔ دیگری به‌طور زنده در حال خواندن شعر فارسی بود دچار اشتباهات مختلفی در خوانش واژگان و برقراری اوزان عروضی شد. او این موضوع را هم‌زمان، به تهیه‌کننده گوشزد کرد. به همین سبب از او دعوت به عمل آمد. پس از یک هفته، به او برنامه‌ای در حدود یک ساعت در رادیو به‌طور مستقل، برای خواندن اشعار فارسی و بومی داده شد. این موضوع در کافههای همدان دهه ۳۰ با شهرت وی در همان شهر، همگام شد. او با اسماعیل نواب‌صفا به کار خود در رادیوایران و رادیو گیلان ادامه داد. بسیاری از ترانه‌های محلی همدانی وی ضمن پخش در برنامه‌های رادیو ایران، به زبان‌های بیگانه شرقی مانند چینی نیز ترجمه شده‌است.
به گزارش خبرگزاری فارس؛ قیصر امین‌پور مدت‌های زیادی را در همسایگی با یاور همدانی زندگی می‌کرد.

#### دوران میانسالی

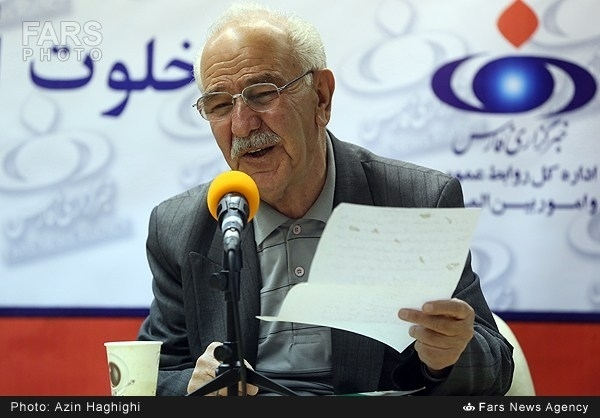
سخنرانی یاور همدانی در بزرگداشت مشفق کاشانی، ۱۳۹۲ خورشیدی

همچنین در سفر دیگری در سال ۱۳۶۳ خورشیدی، به همراه گروه شاعران (شامل قدسی خراسانی، مشفق کاشانی، گلشن کردستانی، محمود شاهرخی، حمید سبزواری، مهرداد اوستا و سپیده کاشانی) به تبریز سفر کرد و آخرین دیدار او با سید محمدحسین شهریار (پیش از بستری شدن شهریار در بیمارستان) بود.
احمد نیک‌طلب با برخی نهادهای فرهنگی مانند حوزه هنری، شورای شعر و ادب ستاد اقامه نماز، شورای شعر دفتر موسیقی وزارت فرهنگ و ارشاد اسلامی و شورای شعر و ادب معاصر اداره کل فرهنگ و ارشاد اسلامی استان تهران همکاری داشته‌است.

## درگذشت
احمد نیک‌طلب در سحرگاه ۱۳ اسفند ۱۳۹۸ خورشیدی در سن ۸۵ سالگی بر اثر بیماری قلبی در بیمارستان رسالت درگذشت. او دو هفته پیش از این، در بیمارستان کسری بستری شده بود و پس از آن مدتی را در خانه به‌سر می‌برد.
به خاطر ورود بیماری کروناویروس ۲۰۱۹ به کشور و قانون ممنوعیت برگزاری تجمعات، مراسم بزرگداشت و یادبود یاور همدانی را به پس از عید سال ۱۳۹۹ موکول کردند.

### خاکسپاری
بنا به گزارش‌های خبرنگاران حاضر، از جمله خبرنگار خبرگزاری ایسنا، زمان تشییع در تاریخ چهارشنبه ۱۴ اسفند ۱۳۹۸ خورشیدی بود که با وجود هماهنگی‌های لازم و تاییدیه از سوی شورای شهر تهران و معاونت‌های فرهنگی و هنری وزارت فرهنگ و ارشاد اسلامی مبنی بر خاکسپاری در آرامگاه فرهیختگان ادب و هنر شماره ۹۵۳ که با وصیت او نیز همراه بود، با ممانعت مسئول‌های سازمان بهشت زهرا مواجه شد.هرچند خبرگزاری‌های دیگر مانند برنا علت تأخیر یک روزه و انتقال آن به پنجشنبه و تغییر محل خاکسپاری را خلل در مدیریت سازمان بهشت زهرا به علت همه‌گیری ویروس کرونا روایت کرده‌است. در پنجشنبه ۱۵ اسفند ۱۳۹۸ خورشیدی، در قطعه هنرمندان ردیف ۱۴۴ شماره ۳۴ در بهشت زهرای تهران به خاک سپرده شد.
به منظور بزرگداشت چهلمین روز درگذشت احمد نیک‌طلب (معروف به یاور همدانی) جمعه ۲۲ فروردین‌ماه، ساعت ۲۱، برنامه مستقلی با عنوان شمع انجمن با حضور جمعی از شاعران و شخصیت‌های فرهنگی و دانشگاهی ایران، هند، پاکستان و افغانستان در فضای مجازی برگزار شد.

## بزرگداشت‌ها

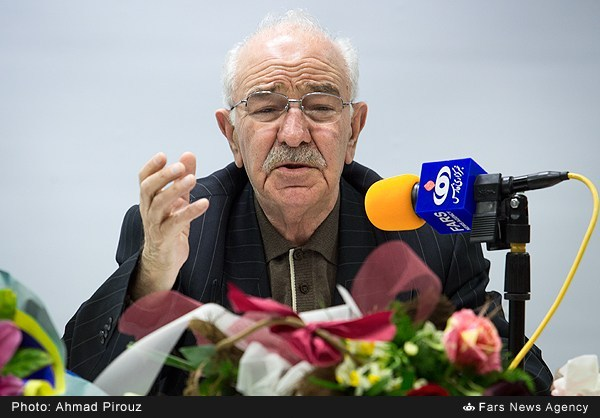
یاور همدانی در مراسم بزرگداشت خود، ۱۳۹۴ خورشیدی

احمد نیک‌طلب در پنجاه و دومین عصرانه ادبی فارس در سال ۱۳۹۴ مورد تجلیل قرار گرفت. در این مراسم افرادی مانند حسین آهی، محمدعلی بهمنی سخنرانی کردند.
در آبان ۱۳۹۵ آیین بزرگداشت احمد نیک‌طلب در فرهنگسرای ملل برگزار شد.

## بعضی از نوشته‌ها
- مثنوی سرود فردا[۱۷]
- تصحیح دیوان رفیق اصفهانی[۱۷][۲۳]
- تصحیح و تدوین دیوان رضی الدین آرتیمانی[۱۷][۵۰]
- گزیدهٔ اشعار شماره ۱۰۲، نشر نیستان[۱۷][۵۱]
- شعر و شاعری نظم و نثر قواعد و فنون ادبی، انتشارات همدان[۲]
- مجموعه اشعار گزیده اشعار «افق الوند»[۲]
- از طهران تا تهران (تاریخ تهران) بولتن انتشارات شهرداری تهران[۲]
- کتاب سایه‌سار الوند مجموعه‌ای حاوی غزل، قصیده، مثنوی و رباعی و ترانه، انتشارات سوره مهر، سال ۱۳۸۳[۱۷]
- دیوان یاور همدانی[۵۲]

### سایه سار الوند
این کتاب شامل غزلیات، قصاید، مثنوی‌ها، دوبیتی، رباعی، ترانه‌ها و ترانه‌های محلی از احمد نیک‌طلب (یاور همدانی) است که با مقدمه محمود شاهرخی (جذبه) در ۵۹۲ صفحه گرد آورده شده‌است.این کتاب در سال ۱۳۸۳ توسط نشر سوره مهر به چاپ رسیده‌است. این دیوان مشتمل بر سروده‌هایی است به سبک کلاسیک که اغلب با مضامین عاطفی و اجتماعی به طبع رسیده‌است.بنا به گفته خبرگزاری ایسنا پیش از انتشار این کتاب شعرهای شاعر را که به لهجهٔ همدانی گفته بود مورد استقبال (پژوهشگران ادبی و زبانشناسی) قرار گرفته بود که سبب انتشار این کتاب شد. گزیده اشعار افق الوند برگرفته از این دیوان است. اغلب اشعار این مجموعه را مضامین آیینی و اجتماعی به خود اختصاص می‌دهند که در قالب کلاسیک غزل و قصیده سروده شده‌اند.
بنا به گفته روزنامه رسالت ۱۷ آبان ۱۳۸۴؛ این دیوان دارای محتوایی با ادبیات جنگ و انقلاب نیز هست و غزل‌های موجود در آن به سبک‌های عراقی و هندی است.کتاب سایه‌سار الوند در کتابخانه ویدنر دانشگاه هاروارد با کد "HXVHF۵" و به گفته پسر وی به عنوان تنها منبع گویش‌های همدانی نگهداری می‌شود.

### دیوان یاور همدانی
دیوان یاور همدانی که از سوی انتشارات انجمن قلم ایران درسلسله کتاب‌های پیشکسوتان ادبیات معاصر به چاپ رسیده‌است، شامل سروده‌های یاور همدانی در قالب‌های گوناگون غزل، قصیده، چهارپاره، مثنوی، ترکیب بند رباعی، دوبیتی و بومی سروده‌ها به گویش همدانی است.
به گزارش خبرگزاری مهر آیین رونمایی مجموعه اشعار احمد نیک طلب (یاور همدانی) به همت دفتر شعر آفرینش‌های ادبی حوزه هنری و در سالن آموزش حوزه هنری برگزار شد. به گفته پایگاه خبرگزاری حوزه هنری، در مراسم رونمایی از دیوان یاور همدانی، افرادی چون ناصر فیض، بیوک ملکی، رضا اسماعیلی، رئیس انجمن ادبی باران، رئیس انجمن ادبی جامی، حامد عمادزاده، بابک نیک طلب، و تنی چند از شاعران و دوستان و آشنایان احمد نیک‌طلب در این مراسم سخنرانی کردند.
همچنین در آذر ۱۴۰۰؛ نشست رونمایی و معرفی دیوان یاور همدانی در جلسه‌ای با نام در سایه سار الوند با حضور تعدادی از نویسندگان و شاعران استان همدان، خانواده و مقامات کتابخانه ملی و اسناد غرب کشور در همدان برگزار شد. به گزارش باشگاه خبرنگاران جوان و روزنامه هگمتانه، قرار است از طرف نهاد کتابخانه‌های عمومی کشور حداقل یک جلد از دیوان یاور همدانی به تمامی کتابخانه‌های عمومی استان همدان اهدا شود.

#### نمونه متن
| باید از دیده به داغ دل دریغا خون گریست |  | خون دل از دیده بر دامان چه گویم چون گریست |
| دل به یاد تشنه کامان لب شطّ فرات        |  | چون لبالب شد ز خون از دجله تا جیحون گریست |
| در غروب آفتاب عشق و ایمان از افق       |  | چشمه چشم شفق در گنبد گردون گریست          |
| تشنه لب گلهای عطشان کویر کربلا         |  | پرده‌پرده غنچه خون در پهنه هامون گریست     |
| شد پریشان جمع جان، دل در بیابان جنون   |  | از غم لیلی‌وشان سرگشته چون مجنون گریست     |

.

#### گویش همدانی
گل غم آخرین شعری است که او به گویش همدانی آن را خوانده‌است. او همچنین این شعر را در برنامه با کاروان شعر و موسیقی در مصاحبه ای با سهیل محمودی در سال ۱۳۸۴ خوانده بود. این غزل در کتاب سایه سار الوند به چاپ رسیده‌است.
| مَ که هر شو و اَ یادَت پا به سر غم بی یَلم |  | ایمشوه سر به سر سینه ماتم بی یَلم     |
| نی یَله چو که اشکِ مَ که اَ چشمه چشم       |  | یی عالم جلوه ته ای فتنه عالم بی یلم  |
| روزگارَم -بگم شی، آخه واشت به میان      |  | چه جوری شرح ئی افسانه در هم بی یلم   |
| اشگُم و چولیده اَ چشمِ افق دم دم صبح      |  | تا به غمچای گل غم، شادی شبنم بی یلم  |
| لالِمُ و روشنای چشمای چمن عشق و امید     |  | به جیگر داغ تونه، وا دل خرم بی یلم   |
| بچه کوه غمُم آی باوا الوند بی یل        |  | تا وِرِ تخت نادر، گَواره مریم بی یلم    |
| وا یاد آبشور سیلوار هی اَسر هَوسِ         |  | حوض کوثر بی یلم، چشمه زمزم بی یلم    |
| غم نی یشتی که به بالین، غریبی سرم      |  | تای یاور دور اَ اُ، یار دِییی دم بی یلم |

### مراسم بزرگداشت یاور همدانی دی ۱۳۹۴

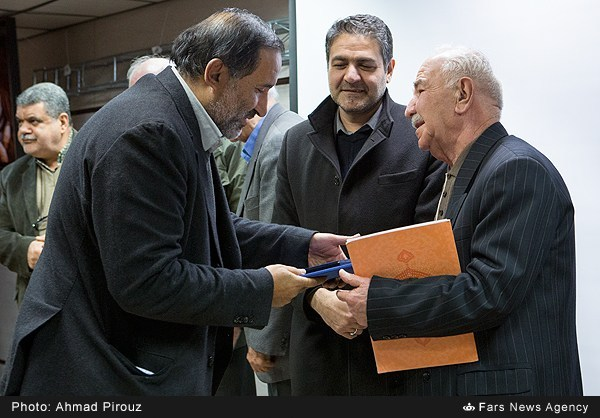
یاور همدانی و علیرضا قزوه
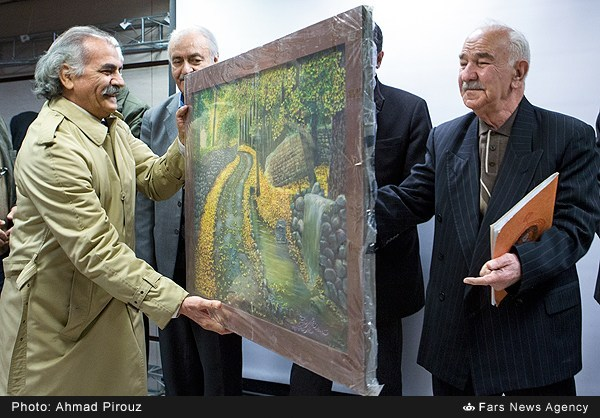
یاور همدانی در حال دریافت تابلو نقاشی

## ترانه‌ها
| خواننده        | نام ترانه    | ترانه‌سرا    | آهنگساز                          | تنظیم             |
| -------------- | ------------ | ----------- | -------------------------------- | ----------------- |
| محمد نوری      | گل برافشانید | یاور همدانی | علی‌اکبر دلبری                    | علی‌اکبر دلبری     |
| محسن فیروزفام  | نور و سرور   | یاور همدانی | امیر هوشنگ شاهرخی، محسن فیروزفام | امیر هوشنگ شاهرخی |
| جهانگیر زمانی  | نیایش        | یاور همدانی | احمدعلی راغب                     | احمدعلی راغب      |
| گروه خوانندگان | هوای پاک     | یاور همدانی | حسین ذوالفقاری                   | شهروز حقی         |
| منصور فانی     | ای سپیده     | یاور همدانی | حسین آمنین                       | منوچهر ویسانلو    |